# LogMeIn Hamachi
LogMeIn Hamachi là một hệ thống VPN (Virtual Private Network - Mạng riêng ảo) sử dụng giao thức UDP với kiến trúc bảo mật mở.
Mỗi máy tính kết nối vào mạng Hamachi lần đầu sẽ được gán cho một ID; một máy chủ sẽ có nhiệm vụ dẫn đường cho các máy khách kết nối được với nhau, tạo thành một mạng LAN ảo qua Internet. Sau khi đã kết nối, các máy khách không cần thêm sự hỗ trợ nào khác từ máy chủ Hamachi nữa.
Mỗi mạng trong Hamachi chính là một mạng LAN ảo, với tên và mật khẩu khác nhau. Sau khi gia nhập vào mạng bạn có thể kết nối, chia sẻ dữ liệu với các máy tính khác cùng ở trong mạng.
Hamachi đã thu hút đông đảo người dùng trong việc chia sẻ dữ liệu qua mạng, nhất là để tạo ra các phòng game ảo trên Internet.
Cho đến tháng 3 năm 2007 Hamachi đã cấm một số IP đến từ Việt Nam. Nguyên nhân có thể do lượng kết nối đến quá nhiều trong khi dải IP quá hạn chế khiến cho máy chủ lầm tưởng bị spam.